# Komlósújfalu
Komlósújfalu település Romániában, Szilágy megyében.

## Fekvése
Csákigorbótól délnyugatra, Kendermező és Füzesszentpéter közt fekvő település, mely három oldalról hegyek övezte völgyben fekszik, és a róla elnevezett és az Almás vizébe ömlő patak folyik keresztül rajta.

## Nevének eredete
Nevének első tagját egykori komlótermeléséről kapta. Nevének második tagját az elpusztult falu helyén alapított új faluról kapta.

## Története
Komlósújfalu nevét 1336-ban említették először oklevélben Kumlusteluk néven.
Első birtokosai a Zsombor nemzetség tagjai voltak, akik a falut 1336-ban Pogány Istvánnak adták cserébe. Később Komlóstelek teljesen elpusztult, majd a Drágiak birtoka lett, akik itt a 16. században új falut alapítottak. 1576 előtt Károlyi László birtoka volt, akitől azt hűtlenség miatt elvették és Drággal együtt Kamuthy Balázs kapta meg adományként. 1609-ben Kamuthy Balázs özvegyének birtoka. 1651-ben II. Rákóczi György e birtokot Úrtelek és Mikó pusztákkal – arra az esetre, ha birtokosai Kamuthy László és Farkas fiú ágon kihalnának Görcsöni Serédi Istvánnak és nejének Kamuthy Katalinnak ígérte adományozni. 
1701-ben I. Lipót császár Nagyfalvi Serédy Pétert Szentlászlói -Kamuthy Farkas és László fú ágának kihalása miatt itteni részében megerősítette. 1723-ban Wesselényi István kapta VI. Károly császártól a Serédyek fiú utód nélküli
halála miatt. A Wesselényi leszármazottaké volt még 1898-ban is. 1837-ben 198 lakosa volt 31 házban. 1891-ben 358 görögkatolikus lakosa volt. 1910-ben 368 román lakosa volt, ebből 364 görögkatolikus, 4 görögkeleti ortodox volt. A trianoni békeszerződés előtt Szolnok-Doboka vármegye Csákigorbói járásához tartozott.

## Nevezetességek
- Görögkatolikus fatemploma – az őrangyalok tiszteletére lett szentelve. Harangjai 1765-ből valók.